# X.v.Colour
x.v.Colour oder xvYCC ist ein erweiterter Farbraum zur Übertragung von digitalen Videosignalen, der von Sony auf Basis des Kodak PhotoCD-Farbraums YCC (YCbCr) entwickelt wurde. Der entsprechende Farbstandard ist IEC61966-2-4.

## Implementierung und Auswirkungen des erweiterten Farbraums

### YCC als Grundlage
Der Farbumfang des YCC-Farbraums ist mit dem des sRGB-Farbraums identisch, ebenso der Weißpunkt D65 und der Gammawert 2,2. Während sRGB-Farben als drei gammakorrigierte Kanäle R', G' und B' kodiert werden, sind Farben im YCC-Farbraum als drei Kanäle Y, Cb und Cr kodiert (daher der Name). Der Kanal Y kodiert die Luminanz (Helligkeit), die beiden Werte Cb und Cr kodieren zwei Chroma-Kanäle (Buntheit). Cb ist die Differenz zwischen Blau und Gelb, Cr stellt die Differenz zwischen Grün und Rot dar. Durch eine Matrixtransformation können sRGB-Signale einfach in YCC-Signale überführt werden. Die Luminanz Y reicht bei der eingesetzten 8-Bit-Codierung von 16 bis 235, die Chroma-Werte reichen jeweils von 16 bis 240 (aus theoretisch möglichen Werten von 0 bis 255). Der Grund dafür, den Wertebereich derart einzuschränken, war der Wunsch, abgeschnittene Signalspitzen am oberen und unteren Ende der Chroma- und Luminanzkanäle zu vermeiden, die bei der Übertragung analoger Signale durch Überschwingen entstehen können. Die Folge der Bereichsverkleinerung ist, dass dunkelgraue Farben mit Luminanz-Werten zwischen 1 und 16 als Schwarz und hellgraue Farben zwischen 236 und 254 als Weiß dargestellt werden. Bei voller Ausnutzung des 8 Bit Wertebereichs ist allein 0 als Schwarz und 255 als Weiß definiert. Bei den Chroma-Kanälen hat die Bereichseinschränkung den Effekt, dass die Farben Grün und Rot bzw. Gelb und Blau schon bei Werten von 16 oder 240 den höchsten Sättigungswert erreichen. Dies bedeutet natürlich eine starke Reduzierung der mit 8 Bit theoretisch darstellbaren Buntheits- und Helligkeitswerte.

### Neuerungen des xvYCC-Farbraums
Bei der digitalen Übertragung von Signalen, die sich im Bereich der Fernsehtechnik zunehmend verbreitet, muss kein Bereich mehr für das Überschwingen reserviert werden. Der erweiterte Farbraum xvYCC kodiert daher Luminanz- und Chroma-Kanäle mit dem gesamten Wertebereich von 0 bis 255 und umfasst alle Körperfarben bzw. Optimalfarben, das heißt alle physikalisch realisierbaren Farben, die durch Reflexion oder Transmission entstehen können. Da die Kodierung von xvYCC sich prinzipiell nicht von YCC unterscheidet, ist die Abwärtskompatibilität des Standards gewährleistet, sofern der verwendete Aufzeichnungsstandard einen vollen 8-Bit-Wertebereich unterstützt (dies ist z. B. bei MPEG-2 der Fall). In xvYCC kodierte Signale können im sRGB-Farbraum negative Werte zur Folge haben. Das Ergebnis sind Farben, die außerhalb des in RGB darstellbaren Bereichs liegen, also Farben, die Wiedergabegeräte nicht produzieren können. Vor der Darstellung muss also eine Konvertierung in mit dem Gerät darstellbare Farben vorgenommen werden.
Die Möglichkeit, mit xvYCC theoretisch alle darstellbaren Farben produzieren zu können, hat zur Folge, dass 8-Bit-kodierte Signale bei Wiedergabegeräten mit erweitertem Farbraum sich als nachteilig erweisen. Es steht zwar ein größerer Farbraum zur Verfügung, aber die Farben können nur in 255 Farbabstufungen aufgelöst werden. Der Effekt ist, dass keine fließenden Farbübergänge bei großen Gerätefarbräumen möglich sind und trotz satterer Farben die Bildqualität stark leidet. Die einzige Möglichkeit ist, die xvYCC-Signale mit höheren Bitbreiten zu kodieren. Empfohlen wird eine Mindestbreite von 10 Bit bis hinauf zu 16 Bit. Doch auch solch hohe Bitbreiten können immer noch zu – zugegeben geringen – wahrnehmbaren Farbabstufungen führen, wie Erfahrungen mit erweiterten Farbräumen wie ProPhotoRGB, WideGamutRGB und anderen zeigen. Die Verwendung einer höheren Bitbreite hat für die Datenübertragung natürlich eine höhere benötigte Übertragungsbandbreite zur Folge, was teilweise durch effizientere Kompressionsalgorithmen kompensiert werden kann.

## Voraussetzungen
Für die Darstellung xvYCC-kodierter Signale sind folgende Voraussetzungen notwendig:
- Eine xvYCC-taugliche Signalquelle. Das sind bislang ausschließlich HD-Video-Camcorder und BluRay-Spieler (speziell für AVCREC-DVDs).
- Eine digitale Verbindung zwischen Signalquelle und Anzeige. Einziges Medium ist hierbei bislang HDMI ab Version 1.3.
- Ein Anzeigegerät, das xvYCC-kodierte Bilddaten anzeigen kann. Dieser Voraussetzung genügen mittlerweile Flachbildschirme vieler Hersteller.

## Zukünftige Entwicklung
Ob auch DVDs, Blu-ray Discs oder Satellitenfernsehen in Zukunft xvYCC-kodiert werden, bleibt abzuwarten und hängt auch vom Verhalten alter Wiedergabegeräte bei Beschickung mit entsprechend kodierten Signalen ab (Abwärtskompatibilität).